# Волшебные покровители: Ещё волшебнее
«Волшебные покровители: Ещё волшебнее» — американский анимационный телесериал в прямом эфире и потоковом вещании, основанный на сериале Nickelodeon, Волшебные покровители, премьера которого состоялась на Paramount+ 31 марта 2022 года.

## Сюжет
Тай Тернер хочет воссоединиться со своей школьной возлюбленной Рэйчел Рэгленд в городке Диммсдейл. Из-за этого знакомит свою осторожную 13-летнюю дочь Вив с новым миром, в который она не вписывается. Оказавшись там, её двоюродный брат Тимми поручает своим крестным феям, Ванде и Космо, помочь сестре приспособиться, взяв её под свое крыло.

## В ролях

### Снимались
- Одри Грейс Маршалл в роли Вивиан «Вив» Тернер
- Имоджен Коэн в роли Зины Закариас
- Лора Белл Банди в роли Рэйчел Рэгланд
- Райан-Джеймс Хатанака в роли Тая Тернера
- Тайлер Владис в роли Роя Рэгланда

### Роли озвучивали
- Даран Норрис в роли Космо и Юргена фон Стрэнгла. Он повторяет роли из оригинального мультсериала и фильмов.[2]
- Сьюзан Блэйксли в роли Ванды. Она повторяет свою роль из оригинального мультсериала и фильмов.[2]

## Список серий

### Первый сезон (2022)
| №  | Название                          | Дата премьеры |                  | Произв. код |
| -- | --------------------------------- | ------------- | ---------------- | ----------- |
| 1  | «Cake, Dance, & Solid Gold Pants» | 31 марта 2022 | 5 сентября 2022  | 101         |
| 2  | «Самый популярный человек»        | 31 марта 2022 | 6 сентября 2022  | 106         |
| 3  | «Запрещённая фраза»               | 31 марта 2022 | 7 сентября 2022  | 102         |
| 4  | «Vicky's Best Friend»             | 31 марта 2022 | 8 сентября 2022  | 104         |
| 5  | «King Roydas»                     | 31 марта 2022 | 9 сентября 2022  | 103         |
| 6  | «Cheater Cheater Cookie Eater»    | 31 марта 2022 | 12 сентября 2022 | 105         |
| 7  | «Da Wish App»                     | 31 марта 2022 | 13 сентября 2022 | 111         |
| 8  | «The Show Off»                    | 31 марта 2022 | 14 сентября 2022 | 107         |
| 9  | «Back to the Scooter»             | 31 марта 2022 | 15 сентября 2022 | 108         |
| 10 | «Кодзилла»                        | 31 марта 2022 | 16 сентября 2022 | 109         |
| 11 | «Рой-Ноккио»                      | 31 марта 2022 | 19 сентября 2022 | 110         |
| 12 | «Fairies Away! Part 1»            | 31 марта 2022 | 20 сентября 2022 | 112         |
| 13 | «Fairies Away! Part 2»            | 31 марта 2022 | 21 сентября 2022 | 113         |

## Производство
О сериале было объявлено в феврале 2021 года, когда Бутч Хартман и Фред Сейберт вернулись в качестве продюсеров, а Кристофер Дж. Новак выступил в качестве исполнительного продюсера и шоураннера. Производство сериала началось в июле 2021 года. Все 13 серий первого сезона были выпущены на Paramount+ 31 марта 2022 года.